# (901) Brunsia
(901) Brunsia es un asteroide perteneciente al cinturón de asteroides descubierto el 30 de agosto de 1918 por Maximilian Franz Wolf desde el observatorio de Heidelberg-Königstuhl, Alemania.
Está nombrado en honor del profesor de astronomía Ernst Heinrich Bruns (1848-1919).

## Características orbitales
Brunsia forma parte de la familia asteroidal de Flora.